# Gran Premio di superbike dell'A1 Ring 1998
Il Gran Premio di superbike dell'A1 Ring 1998 è stata la decima prova su dodici del campionato mondiale Superbike 1998, è stato disputato il 30 agosto sull'A1-Ring e ha visto la vittoria di Aaron Slight in gara 1, lo stesso pilota si è ripetuto anche in gara 2.
La vittoria nella gara valevole per il campionato mondiale Supersport è stata invece ottenuta da Fabrizio Pirovano.

## Risultati

### Gara 1

#### Arrivati al traguardo[4]
| Pos. | Nº  | Pilota              | Squadra              | Motocicletta | Giri | Tempo     | Griglia | Punti |
| ---- | --- | ------------------- | -------------------- | ------------ | ---- | --------- | ------- | ----- |
| 1º   | 111 | Aaron Slight        | Castrol Honda        | Honda        | 25   | 38:03.873 | 1º      | 25    |
| 2º   | 7   | Pierfrancesco Chili | Ducati Racing ADVF   | Ducati       | 25   | +0:01.155 | 5º      | 20    |
| 3º   | 2   | Carl Fogarty        | Ducati Performance   | Ducati       | 25   | +0:01.321 | 6º      | 16    |
| 4º   | 4   | Akira Yanagawa      | Kawasaki Racing      | Kawasaki     | 25   | +0:07.771 | 2º      | 13    |
| 5º   | 8   | James Whitham       | Suzuki WSB           | Suzuki       | 25   | +0:09.262 | 3º      | 11    |
| 6º   | 11  | Troy Corser         | Ducati Racing ADVF   | Ducati       | 25   | +0:15.465 | 4º      | 10    |
| 7º   | 45  | Colin Edwards       | Castrol Honda        | Honda        | 25   | +0:19.287 | 9º      | 9     |
| 8º   | 5   | Neil Hodgson        | Kawasaki Racing      | Kawasaki     | 25   | +0:19.684 | 7º      | 8     |
| 9º   | 41  | Noriyuki Haga       | Yamaha World SBK     | Yamaha       | 25   | +0:23.902 | 12º     | 7     |
| 10º  | 6   | Peter Goddard       | Suzuki WSB           | Suzuki       | 25   | +0:35.152 | 8º      | 6     |
| 11º  | 35  | Gregorio Lavilla    | De Cecco Racing      | Ducati       | 25   | +0:36.285 | 13º     | 5     |
| 12º  | 44  | Scott Russell       | Yamaha World SBK     | Yamaha       | 25   | +0:36.358 | 11º     | 4     |
| 13º  | 39  | Alessandro Gramigni | Gattolone Racing     | Ducati       | 25   | +1:10.238 | 14º     | 3     |
| 14º  | 48  | Andreas Meklau      | Remus Racing Austria | Ducati       | 25   | +1:16.925 | 10º     | 2     |
| 15º  | 15  | Igor Jerman         | Team Bertocchi       | Kawasaki     | 25   | +1:20.589 | 18º     | 1     |
| 16º  | 19  | Lucio Pedercini     | Team Pedercini       | Ducati       | 25   | +1:34.509 | 16º     |       |
| 17º  | 57  | Erkka Korpiaho      | RKM Racing           | Kawasaki     | 25   | +1:34.646 | 15º     |       |
| 18º  | 12  | Mario Innamorati    | Kawasaki Bertocchi   | Kawasaki     | 24   | +1 giro   | 17º     |       |
| 19º  | 54  | Johann Wolfsteiner  | RSC Regau            | Kawasaki     | 24   | +1 giro   | 21º     |       |
| 20º  | 52  | Gerhard Esterer     | Kawasaki Austria     | Kawasaki     | 24   | +1 giro   | 24º     |       |
| 21º  | 50  | Jiří Mrkývka        | SBK Team JM          | Honda        | 24   | +1 giro   | 27º     |       |
| 22º  | 58  | Gernot Szakolczai   | Triumph Club Wien    | Kawasaki     | 24   | +1 giro   | 22º     |       |
| 23º  | 53  | Vladimír Karban     | Karban R. Team       | Suzuki       | 23   | +2 giri   | 30º     |       |
| 24º  | 71  | Ossi Niederkircher  | 2 Rad Corner Nieder. | Suzuki       | 23   | +2 giri   | 28º     |       |
| 25º  | 68  | Ali Guettouche      | Guettouche Racing    | Kawasaki     | 23   | +2 giri   | 29º     |       |
| 26º  | 75  | Franz Mundsperger   | Racing Team Mundsb.  | Kawasaki     | 23   | +2 giri   | 31º     |       |

#### Ritirati
| Nº | Pilota           | Squadra              | Motocicletta | Giri | Griglia |
| -- | ---------------- | -------------------- | ------------ | ---- | ------- |
| 59 | Christian Zaiser | STF Motorrader       | Honda        | 2    | 25º     |
| 55 | Manfred Kainz    | Moto Wilfling R.T.   | Kawasaki     | 2    | 20º     |
| 27 | Frédéric Protat  | FP Racing            | Ducati       | 2    | 23º     |
| 10 | Andrew Stroud    | Andrew Stroud Racing | Kawasaki     | 1    | 19º     |

### Gara 2

#### Arrivati al traguardo[5]
| Pos. | Nº  | Pilota              | Squadra              | Motocicletta | Giri | Tempo     | Griglia | Punti |
| ---- | --- | ------------------- | -------------------- | ------------ | ---- | --------- | ------- | ----- |
| 1º   | 111 | Aaron Slight        | Castrol Honda        | Honda        | 25   | 38:03.213 | 1º      | 25    |
| 2º   | 2   | Carl Fogarty        | Ducati Performance   | Ducati       | 25   | +0:00.181 | 6º      | 20    |
| 3º   | 7   | Pierfrancesco Chili | Ducati Racing ADVF   | Ducati       | 25   | +0:01.972 | 5º      | 16    |
| 4º   | 4   | Akira Yanagawa      | Kawasaki Racing      | Kawasaki     | 25   | +0:06.014 | 2º      | 13    |
| 5º   | 11  | Troy Corser         | Ducati Racing ADVF   | Ducati       | 25   | +0:06.281 | 4º      | 11    |
| 6º   | 8   | James Whitham       | Suzuki WSB           | Suzuki       | 25   | +0:19.436 | 3º      | 10    |
| 7º   | 35  | Gregorio Lavilla    | De Cecco Racing      | Ducati       | 25   | +0:19.881 | 13º     | 9     |
| 8º   | 6   | Peter Goddard       | Suzuki WSB           | Suzuki       | 25   | +0:19.934 | 8º      | 8     |
| 9º   | 45  | Colin Edwards       | Castrol Honda        | Honda        | 25   | +0:23.665 | 9º      | 7     |
| 10º  | 5   | Neil Hodgson        | Kawasaki Racing      | Kawasaki     | 25   | +0:24.238 | 7º      | 6     |
| 11º  | 44  | Scott Russell       | Yamaha World SBK     | Yamaha       | 25   | +0:38.571 | 11º     | 5     |
| 12º  | 41  | Noriyuki Haga       | Yamaha World SBK     | Yamaha       | 25   | +0:46.417 | 12º     | 4     |
| 13º  | 48  | Andreas Meklau      | Remus Racing Austria | Ducati       | 25   | +0:56.090 | 10º     | 3     |
| 14º  | 39  | Alessandro Gramigni | Gattolone Racing     | Ducati       | 25   | +0:58.383 | 14º     | 2     |
| 15º  | 15  | Igor Jerman         | Team Bertocchi       | Kawasaki     | 25   | +1:18.266 | 18º     | 1     |
| 16º  | 57  | Erkka Korpiaho      | RKM Racing           | Kawasaki     | 24   | +1 giro   | 15º     |       |
| 17º  | 54  | Johann Wolfsteiner  | RSC Regau            | Kawasaki     | 24   | +1 giro   | 21º     |       |
| 18º  | 52  | Gerhard Esterer     | Kawasaki Austria     | Kawasaki     | 24   | +1 giro   | 24º     |       |
| 19º  | 58  | Gernot Szakolczai   | Triumph Club Wien    | Kawasaki     | 24   | +1 giro   | 22º     |       |
| 20º  | 71  | Ossi Niederkircher  | 2 Rad Corner Nieder. | Suzuki       | 24   | +1 giro   | 28º     |       |
| 21º  | 68  | Ali Guettouche      | Guettouche Racing    | Kawasaki     | 23   | +2 giri   | 29º     |       |

#### Ritirati
| Nº | Pilota           | Squadra            | Motocicletta | Giri | Griglia |
| -- | ---------------- | ------------------ | ------------ | ---- | ------- |
| 12 | Mario Innamorati | Kawasaki Bertocchi | Kawasaki     | 23   | 17º     |
| 27 | Frédéric Protat  | FP Racing          | Ducati       | 10   | 23º     |
| 55 | Manfred Kainz    | Moto Wilfling R.T. | Kawasaki     | 7    | 20º     |
| 59 | Christian Zaiser | STF Motorrader     | Honda        | 7    | 25º     |
| 19 | Lucio Pedercini  | Team Pedercini     | Ducati       | 5    | 16º     |
| 50 | Jiří Mrkývka     | SBK Team JM        | Honda        | 4    | 27º     |
| 53 | Vladimír Karban  | Karban R. Team     | Suzuki       | 3    | 30º     |

### Supersport

#### Arrivati al traguardo
| Pos. | Nº | Pilota               | Squadra             | Motocicletta | Giri | Tempo     | Punti |
| ---- | -- | -------------------- | ------------------- | ------------ | ---- | --------- | ----- |
| 1º   | 8  | Fabrizio Pirovano    | Alstare Corona      | Suzuki       | 23   | 37'11.081 | 25    |
| 2º   | 4  | Stéphane Chambon     | Alstare Corona      | Suzuki       | 23   | +0.163    | 20    |
| 3º   | 2  | Vittoriano Guareschi | Yamaha Belgarda     | Yamaha       | 23   | +6.185    | 16    |
| 4º   | 5  | Massimo Meregalli    | Yamaha Belgarda     | Yamaha       | 23   | +8.866    | 13    |
| 5º   | 9  | Wilco Zeelenberg     | Yamaha Dee Cee J.RT | Yamaha       | 23   | +10.225   | 11    |
| 6º   | 1  | Paolo Casoli         | Ducati Performance  | Ducati       | 23   | +18.475   | 10    |
| 7º   | 35 | Mauro Lucchiari      | De Cecco Racing     | Ducati       | 23   | +20.240   | 9     |
| 8º   | 70 | Christian Kellner    | Laux Racing         | Suzuki       | 23   | +24.667   | 8     |
| 9º   | 11 | Giovanni Bussei      | Suzuki Italia       | Suzuki       | 23   | +24.775   | 7     |
| 10º  | 33 | Robert Ulm           | Sebring Yamaha Aus. | Yamaha       | 23   | +25.453   | 6     |
| 11º  | 19 | Walter Tortoroglio   | Sacchi Corse        | Suzuki       | 23   | +28.142   | 5     |
| 12º  | 52 | James Toseland       | Castrol Honda       | Honda        | 23   | +38.102   | 4     |
| 13º  | 56 | Thomas Körner        | Team K              | Kawasaki     | 23   | +38.611   | 3     |
| 14º  | 57 | Angelo Conti         | GI Motor Sport      | Suzuki       | 23   | +38.693   | 2     |
| 15º  | 21 | Roberto Teneggi      | Team Falappa        | Ducati       | 23   | +39.490   | 1     |
| 16º  | 61 | Francesco Monaco     | X Racing            | Ducati       | 23   | +39.577   |       |
| 17º  | 34 | Giuseppe Fiorillo    | Suzuki Italia       | Suzuki       | 23   | +48.861   |       |
| 18º  | 31 | Thomas Hinterreiter  | San Marino Hinterr. | Kawasaki     | 23   | +48.936   |       |
| 19º  | 22 | Stefan Nebel         | Kawasaki Junior     | Kawasaki     | 23   | +50.571   |       |
| 20º  | 20 | Werner Daemen        | Kawasaki Belgium    | Kawasaki     | 23   | +51.843   |       |
| 21º  | 13 | Kirk McCarthy        | Castrol Honda       | Honda        | 23   | +59.477   |       |
| 22º  | 39 | Franz Haslinger      | Stix GmbH           | Honda        | 23   | +1'01.605 |       |
| 23º  | 38 | Klaus Grammer        | Grammer             | Suzuki       | 22   | +1 giro   |       |

#### Ritirati
| Nº | Pilota                | Squadra              | Motocicletta | Giri |
| -- | --------------------- | -------------------- | ------------ | ---- |
| 18 | Cristiano Migliorati  | Endoug Marchesi Cor. | Ducati       | 22   |
| 43 | Jürgen Oelschläger    | Honda Dippold Racing | Honda        | 19   |
| 28 | Javier Rodriguez      | Lozano Racing        | Yamaha       | 18   |
| 83 | Ferdinando Di Maso    | Team Ghelfi          | Ducati       | 16   |
| 41 | David Muscat          | FP Racing            | Ducati       | 15   |
| 42 | Andrea Mazzali        | Team Ghelfi          | Ducati       | 15   |
| 16 | Sébastien Charpentier | Honda Reflex         | Honda        | 9    |
| 37 | Serafino Foti         | Bimota Tamoil        | Bimota       | 6    |
| 17 | Pere Riba             | Garella Racing       | Ducati       | 3    |
| 27 | Camillo Mariottini    | Kawasaki Team Italia | Kawasaki     | 2    |
| 32 | Horst Saiger          | Saiger               | Yamaha       | 1    |
| 3  | Yves Briguet          | Endoug Marchesi Cor. | Ducati       | 0    |
| 12 | Albert Aerts          | BKM Racing           | Yamaha       | 0    |
| 30 | Alain Kempener        | BKM Racing           | Yamaha       | 0    |